# Académie des sciences de Lettonie
L'Académie des sciences de Lettonie (letton : Latvijas Zinātņu akadēmija) est la principale institution scientifique de Lettonie.

## Présentation
Elle est basée à Riga et son président actuel est Ojārs Spārītis. Elle a été fondée en 1946. Sous l'ère soviétique, elle était dénommée Académie des sciences de la RSS de Lettonie (Latvijas PSR Zinātņu akadēmija).